# 布賽勒斯 (密蘇里州)
布賽勒斯（英語：Bucyrus），又名柯德（Odd），是位於美國密蘇里州德克薩斯縣的非建制地區。

## 歷史
布賽勒斯的郵局自1898年營運至今。

## 地理
布賽勒斯所處的海拔為高於海平面375米（即1230英呎），而該地所採用的時區為UTC-6，即北美中部時區（CST）。同時該地設有夏令時間，為UTC-6調快一小時，即UTC-5（CDT）。